# Philipp Adam Ulrich
Philipp Adam Ulrich (* 24. Mai 1692 in Lauda; † 8. November 1748 in Würzburg) war ein deutscher Rechtsgelehrter und Agrarreformer.

## Leben

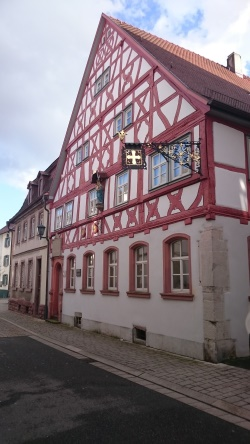
Ulrichs Geburtshaus in der Laudaer Rathausstraße

Ulrich erlangte 1712 den juristischen Doktorgrad an der Universität Würzburg und wirkte dort später als ordentlicher Professor der (bürgerlichen) Rechte und Hofrat. Bekannt wurde er jedoch für seine landwirtschaftlichen Experimente. Ulrich etablierte die Kartoffel als Futterpflanze und baute sie auf den landwirtschaftlichen Mustergütern Herleshof und Wöllriederhof an. Außer dem Kartoffelanbau führte er auch den Kleeanbau ein.
Philipp Adam Ulrich starb am 8. November 1748 und wurde in St. Peter und Paul beigesetzt. Mehrere Straßen in der Region Würzburg sind nach ihm benannt.

## Ulrich als Namensgeber
- Philipp-Adam-Ulrich-Straße, in Lauda
- Dr.-Ulrich-Straße, in Tauberbischofsheim
- Ulrichstraße, im Würzburger Stadtbezirk Frauenland